# Melnupe
Melnupe (lettiska) eller Peetri jõgi (estniska) är en å i norra Lettland och södra Estland. Melnupe källa ligger i Alūksne kommun i Livland i Lettland. Den rinner åt nordväst, korsar gränsen till Estland och mynnar i floden Mustjõgi. Floden är 73 km lång varav 25 km i Estland.